# Louise Dresser
Louise Dresser (eg. Louise Kerlin), född 5 oktober 1878 i Evansville, Indiana, USA, död 24 april 1965 i Woodland Hills, Kalifornien, var en amerikansk skådespelare.
Dresser var en veteran inom såväl varieté som i Broadwaymusikaler. Hon medverkade i en rad stumfilmer, varav de mest minnesvärda är rollen som Katarina den stora mot Rudolph Valentino i Svarta örnen (1925) och som Al Jolsons kärleksfulla mor i Mammy (1930). Hon spelade även med i några talfilmer, bland annat Lyckans karusell (1933).

## Filmografi i urval
- Prodigal Daughters (1923)
- Woman-Proof (1923)
- Svarta örnen (1925)
- Padlocked (1926)
- Broken Hearts of Hollywood (1926)
- Gigolo (1926)
- Everybody's Acting (1926)
- The Third Degree (1926)
- Mr. Wu (1927)
- A Ship Comes In (1928)
- The Garden of Eden (1928)
- Mother Knows Best (1928)
- The Air Circus (1928)
- Mammy (1930)
- This Mad World (1930)
- Lightnin' (1930)
- Lyckans karusell (1933)
- Röda kejsarinnan (1934)
- The County Chairman (1935)
- Maid of Salem (1937)